# Ouargla
Ouargla (berbersko Wargrən, arabsko ورقلة) je glavno mesto province Ouargla v puščavi Sahara v južni Alžiriji. Ima cvetočo naftno industrijo in gosti eno od alžirskih univerz, Univerzo Ouargla. Občina Ouargla je imela po popisu leta 2008 133.024 prebivalcev, s 112.339 leta 1998 in letno stopnjo rasti prebivalstva 1,7 %. Vendar pa skupaj z občino Rouissat, ki je v mestnem območju Ouargle, da skupno 191.136 prebivalcev.

## Zgodovinska Ouargla
Po Ibn Khaldunu je mesto ustanovil Banu Wargla, ki je v spremstvu delov Maghrawa in Banu Ifran zapustil regijo Tlemcen in ustanovil Ouarglo. Ti Berberi iz Ouarghle so nato prevzeli doktrine Ibadija, zaradi česar je mesto kasneje postalo privlačno zatočišče za državljane Taherta.
V 11. stoletju se je Banu Hilal, arabsko pleme, ki je živelo med Nilom in Rdečim morjem, naselilo v Tuniziji, Tripolitaniji (zahodna Libija) in Constantinoisu (vzhodna Alžirija), ki je bila stranka Ouargla.
V 19. stoletju je bilo mesto znano po karavanski poti proti jugu in izhodišče za raziskovanje južne Sahare.

### Moderna Ouargla
Mesto je bilo pomembna turistična atrakcija do civilnih nemirov v 1990-ih. Veliko turistov je kupovalo puščavske vrtnice na souk l'ehjar, stari skalni tržnici. Suk ali tržnica je imela veliko tradicionalnih trgovin, polnih starin, tradicionalnih obrti in lokalnih predmetov – od oblek do nagačenih kuščarjev. Območje nasproti teh trgovin je bilo uporabljeno za razstavljanje puščavskih vrtnic, primerkov mineralov, vseh velikosti in oblik. Tržnica je šla skozi proces prenove.
Nedaleč od souk l'ehjar je stara tržnica z živili ali nedeljska tržnica, kot jo imenujejo domačini. Tudi to jev središču starega mesta, La Kasbah. V središču je prvotna stara tržnica oblikovana kot krog, razdeljen na majhne loke. Osrednja krožna stavba je zdaj mesna tržnica, obkrožena z vrstami stojnic trgovcev z živili in kmetov, ki prikazujejo vse vrste sadja in zelenjave.
Poleg stare tržnice z živili ležita dve najstarejši mošeji v mestu, al-Masjid al-Atiq, kar dobesedno pomeni 'stara mošeja' in stara mošeja Ibadi, kjer domuje eden najbolj priznanih islamskih učenjakov v mestu, Taleb et-Tayeb.
Nekateri prebivalci Ouargle govorijo jezik vargli, ki je del podskupine jezikov Zenati severnoberberskih jezikov. V N'Goussi so tudi govorci vargli.

## Lokacija in podnebje
Ouargla je v alžirski Sahari, natančneje v severnem delu alžirske Sahare, približno 800 km jugovzhodno od glavnega mesta države Alžir na nadmorski višini približno 170 m. Je 190 km vzhodno od Ghardaïe, 160 km jugozahodno od Touggourta, 388 km južno od Biskre in 618 km od Constantine.
Ouargla je na ožini »terre ferme«, ki povezuje severni in južni del Sahare, med Velikim zahodnim ergom in Velikim vzhodnim ergom.
Leži v depresiji, ki se razteza pod robom apnenčaste planote in ustreza starodavnemu toku Mya vadi. Ker kotlina nima izliva, je mesto na treh obalah obdano s šotom in solinami. Utrdba v sredini je na nizki gomili; nasadi palm (arecaceae) obdajajo sodobno mesto.
V Ouargli so bile večkrat izmerjene izjemno visoke najvišje temperature. Nov julijski rekord je bil menda postavljen 5. julija 2018 pri 51,3 °C, medtem ko je bil absolutni rekord menda postavljen 27. avgusta 1886 pri 57,1 °C. Vendar se zdi, da meritve niso bile izvedene v skladu s standardi. Izjemno redke padavine (cca. 50–100 mm/leto) padejo predvsem v zimskih mesecih.

### Kraji
Med upravno delitvijo leta 1984 je bila občina Ouargla sestavljena iz naslednjih krajev:
- Mekhadma
- Beni Thour
- Ville de Ouargla
- Saïd Otba Est
- Saïd Otba Ouest
- Ba Mendil
- Bouameur
- Bour El Haïcha
- Sidi Amrane
- Gharbouz
- Sidi Boughoufala
- Melala Ksar
- Hassi Miloud
- Zone d'activité
- Delalha (Sidi Amrane)

## Gospodarstvo
Razvoj Ouargle je povezan predvsem z naftnimi viri. Iskanje in izkoriščanje nafte sta prebivalcem Ouargle zagotovila visoko plačo in dvig življenjskega standarda. Čeprav mesto ni v središču naftnega bazena Hassi Messaoud, je veliko urbano središče, ki služi kot zaledje in logistična baza za naftne tankerje.
Oaza Ouargla je ena največjih v alžirski Sahari, zavzema kvartarno strugo Vadi Mya. Obsega 6000 ha in ima okoli milijon datljevih palm. Bogata je s podtalnico, tu se ukvarjajo s fenikulturo, njena tla so primerna tudi za različne druge kmetijske kulture, kot sta grozdje in oljke. Po osamosvojitvi sta nenadno krčenje trga dela in razvoj politike malih hidroelektrarn olajšala vrnitev na kopno. Pitna voda, pridobljena iz globljih plasti zemlje, se ne uporablja za kmetijstvo.
V mestu so se naselila podjetja, ki izkoriščajo okoliška naftna polja. Naftna polja okoli Hassi Messaouda v vilaja Ouargla predstavljajo približno 20 % alžirskih naftnih polj,<ref>K. Schliephake: Erdöl und regionale Entwicklung. Dt. Inst. für Afrika-Forschung, Hamburg 1975, S. 44.</ref kar pojasnjuje gospodarski pomen regije za državo. Mesto predstavlja tudi pomembno križišče izmenjave na glavni osi poldnevnika, ki služi Sahari po železnici do Touggourta, po cesti do Ouargle.

== Znamenitosti ==
Vredno si je ogledati obnovljeno staro mestno jedro La Kasbah s tržnico, tržnico in mošejo »al-Masjid al-Atiq«. Na jugozahodu starega mestnega jedra se je v francoskem kolonialnem obdobju oblikovala evropska četrt, v drugih delih mesta pa živijo potomci nomadov, ki so se tam naselili.
<gallery mode="packed">
File:Centre de ksar de ouargla.jpg|Center s ksarjem
File:La mosquée maliki el atik de ksar ouargla 2.jpg|Maliki mošeja Ksar
File:2018مسجد الإباضية بالقصر العتيق بمدينة ورقلة الجزائر.jpg|Ibadi mošeja Ksar
File:Ouargla.jpg|Saharski muzej
File:Wall panel - Panneau mural - Algeria - After 908 - Louvre - MAO 346.jpg|Ostanki Sedrate
</gallery>